# Саунья (Ляене-Ніґула)
Са́унья (ест. Saunja küla) — село в Естонії, у волості Ляене-Ніґула повіту Ляенемаа.

## Населення
Чисельність населення на 31 грудня 2011 року становила 80 осіб.

## Географія
Через село проходять автошляхи 9 (Еесмяе — Хаапсалу — Рогукюла) та 17 (Кейла — Хаапсалу).

## Історія
До 27 жовтня 2013 року село входило до складу волості Ору.